# Yemi A.D.
Yemi Akinyemi Dele (né le 4 novembre 1981 à Liberec), connu sous le nom de scène de Yemi A.D. est un danseur et chorégraphe tchèque. 
Il a été sélectionné comme astronaute pour la mission projet DearMoon.